# Liste des mangas de Gundam
Cette page liste les mangas de la franchise Mobile Suit Gundam (機動戦土ガンダム, Kidō senshi Gandamu) créée par Yoshiyuki Tomino et Hajime Yatate en 1979. Bien que le format phare de la saga soit les anime, un nombre important de produits dérivés en découlent, dont les mangas qui ont parfois eu un succès important. Si nombre de ces œuvres sont strictement dérivées des séries télévisées, certaines dépeignent parfois une histoire originale, comme Mobile Suit Gundam : The Origin ou École du ciel. Mis à part ces travaux originaux, la plupart des mangas Gundam sont critiqués pour leur pauvreté par rapport aux anime.
L'Universal Century étant historiquement l'univers principal de Gundam, la grande majorité des mangas le concerne, prenant majoritairement pour cadre la guerre d'indépendance de Zeon (année U.C. 0079), c'est-à-dire le tout premier anime de la saga. Parmi les magazines de prépublications phares de la franchise, on trouve Gundam Ace, Comic BonBon, Newtype et MS Saga.
Ci-dessous, les mangas sont listés par univers (ou calendrier, voir la chronologie de Gundam), et pour chacun d'eux par date de sortie au Japon. La liste se veut la plus complète possible, mais n'est pas tout à fait exhaustive.

## Universal Century
| Titre                                                                     | Titre japonais (kanji)                              | Titre japonais (romaji)                                          | Auteur(s)                          | Éditeur original | Tomes | Date(s) de sortie (1er – dernier volume) | Date dans la chronologie interne |
| ------------------------------------------------------------------------- | --------------------------------------------------- | ---------------------------------------------------------------- | ---------------------------------- | ---------------- | ----- | ---------------------------------------- | -------------------------------- |
| Mobile Suit Gundam                                                        | 機動戦士ガンダム                                    | Kidō senshi Gandamu                                              | Yū Okazaki                         | Akita Shoten     | 2     | 1979 – 1982                              | U.C. 0079                        |
| Mobile Suit Gundam MS Senki                                               | 機動戦士ガンダム MS 戦記                            | Kidō senshi Gandamu MS Senki                                     | Masaya Takahash et Kazuisha Kondo  | Kōdansha         | 2     | 1984                                     | U.C. 0079                        |
| Mobile Suit Zeta Gundam                                                   | 機動戦士Ζガンダム                                   | Kidō senshi Z Gandamu                                            | Kazuhisa Kondo                     | Kōdansha         | 3     | 1985 – 1986                              | U.C. 0087                        |
| Mobile Suit Gundam ZZ                                                     | 機動戦士ガンダムΖΖ                                  | Kidō senshi Gandamu ZZ                                           | Toshiya Murakami                   | Kōdansha         |       | 1986                                     | U.C. 0088                        |
| Mobile Suit Zeta Gundam gaiden (ou side story)                            | 機動戦士Ζガンダム外伝                               | Kidō senshi Z Gandamu gaiden                                     | Kazuhisa Kondo                     | Kōdansha         | 1     | 1987                                     | U.C. 0087                        |
| Mobile Suit Gundam MS Senki II                                            | 機動戦士ガンダム 新 MS 戦記                         | Kidō senshi Gandamu Shin MS Senki                                | Kazuhisa Kondo                     | Kōdansha         | 2     | 1988 – 1994                              | U.C. 0079                        |
| Mobile Suit Gundam : Zeon no saikou                                       | 機動戦士ガンダム ジオンの再興                       | Kidō senshi Gandamu Zeon no saikou                               | Kazuhisa Kondo                     | Kōdansha         | 1     | 1988                                     | U.C. 0092                        |
| Outer Gundam                                                              | アウターガンダム                                    | Autā Gandamu                                                     | Masafumi Matsūra                   | MediaWorks       | 1     | 1988 – 1992                              | U.C. 0068                        |
| Mobile Suit Vor !                                                         | MOBILE SUIT VOR!! 機動戦士ガンダム0080秘話 MS最前線 | Mobile Suit Vor!                                                 | Kazuhisa Kondo                     | Bandai Visual    | 1     | 1988 – 1989                              | U.C. 0079                        |
| Mobile Suit Gundam 0080                                                   | 機動戦士ガンダム0080                                | Kidō senshi Gandamu 0080                                         | Shigeto Ikehara                    | Kōdansha         |       | 1989                                     | U.C. 0080                        |
| Double Fake : Under the Gundam                                            | ダブルフェイク アンダー・ザ・ガンダム               | Daburu Feiku Andā za Gandamu                                     | Bandai Visual                      |                  | 1     | 1989                                     | U.C. 017x                        |
| Mobile Suit Gundam : Almarya                                              | 機動戦士ガンダム ALMARYA                            | Kidō senshi Gandamu Almarya                                      | Yuji Ushida                        | Bandai Visual    | 1     | 1989                                     | U.C. 0179                        |
| Mobile Suit Gundam Side Story: Hidden Shadow G                            | 新機動戦記ガンダムＷ                                | Kidō senshi Gandamu Uingu                                        | Motō Koyama                        | Bandai           | 1     | février 1990                             | U.C. 0079                        |
| Mobile Suit Gundam MS Generation                                          | 機動戦士ガンダム MSジェネレーション                 | Kidō senshi Gandamu MS Generation                                | Rei Nakahara                       | Bandai Visual    | 2     | mai 1989 – juin 1990                     | U.C. 0079                        |
| Operation Buran U.C. 0079                                                 | OPERATION BURAN オペレーション・ブランU.C.0079      | Operation Buran U.C. 0079                                        | Kazuhisa Kondo                     | Hobby Japan      | 1     | 1990 – 1991                              | U.C. 0079                        |
| Mobile suit Vs. Densetsu kyojin : Gyakushu no gigantis                    | 機動戦士VS伝説巨神 逆襲のギガンティス               | Kidō senshi Vs. Densetsu kyojin : Gyakushu no gigantis           | Yuichi Hasegawa                    | Bandai Visual    | 1     | septembre 1990 – décembre 1990           | U.C. 0091                        |
| Mobile Suit Gundam F90                                                    | 機動戦士ガンダムF90                                 | Kidō senshi Gandamu F90                                          | Hiroshi Yamaguchi et Rei Nakahara  | Bandai Visual    | 2     | septembre 1990 – avril 1991              | U.C. 0120                        |
| Mobile Suit Gundam F91                                                    | 機動戦士ガンダム F91                                | Kidō senshi Gandamu F91                                          | Daisuke Inoue                      | Kōdansha         | 1     | mai 1991                                 | U.C. 0123                        |
| Mobile Suit Gundam Silhouette F91                                         | 機動戦士ガンダム シルエットフォーミュラ91           | Kidō senshi Gandamu shirueto Fōmyura 91                          | Hiroshi Yasuda                     | Kōdansha         | 2     | 1992 – 1995                              | U.C. 0123                        |
| Mobile Suit Victory Gundam gaiden                                         | 機動戦士Vガンダム外伝                               | Kidō senshi Gandamu gaiden                                       | Yuichi Hasegawa                    | Bandai Visual    | 1     | 1993                                     | U.C. 0153                        |
| Mobile Suit Gundam 0079                                                   | 機動戦士ガンダム 0079                               | Kidō senshi Gandamu 0079                                         | Kazuhisa Kondo                     | MediaWorks       | 20    | 1993 – 2005                              | U.C. 0079                        |
| Mobile Suit Gundam Moon Crisis                                            | 機動戦士ガンダムムーンクライシス                    | Kidō senshi Gandamu Mūn kuraishisu                               | Masafumi Matsūra                   | Bandai Visual    | 2     | février 1993 – août 1994                 | U.C. 0099                        |
| Mobile Suit Gundam 0083 : Stardust Memory                                 | 機動戦士ガンダム0083 STARDUST MEMORY                | Kidō senshi Gandamu 0083 Stardust Memory                         | Mitsuru Kadoya                     | Sunrise          | 13    | décembre 1993 – décembre 1994            | U.C. 0123                        |
| Mobile Suit Crossbone Gundam                                              | 機動戦士クロスボーン・ガンダム                      | Kidō senshi kurosubōn Gandamu                                    | Yuichi Hasegawa                    | Kadokawa Shoten  | 6     | décembre 1994 – mars 1997                | U.C. 0133                        |
| Mobile Suit Gundam Reon                                                   | 機動戦士ガンダムReon                                | Kidō senshi Gandamu Reon                                         | Masafumi Matsūra                   | MediaWorks       | 1     | décembre 1994 – novembre 1995            | U.C. 0107                        |
| Mobile Suit Gundam Side Story: The Blue Destiny                           | 機動戦士ガンダム外伝 THE BLUE DESTINY               | Kidō senshi Gandamu gaiden : The Blue Destiny                    | Mizuho Takayama                    | Kōdansha         | 1     | 1997                                     | U.C. 0079                        |
| Mobile Suit Gundam 0083 : Heroes of Stardust                              | 機動戦士ガンダム0083 星屑の英雄                     | Kidō senshi Gandamu 0083 Hoshikuzu no eiyu                       | Masafumi Matsūra                   | MediaWorks       | 1     | 2000 – 2001                              | U.C. 0123                        |
| Mobile Suit Gundam : Char's Deleted Affair - Portrait de la jeune comète  | 機動戦士ガンダムC.D.A若き彗星の肖像                 | Kidō senshi Gandamu Char's Deleted Affair Wakaki suisei no shōzō | Hiroyuki Kitazume                  | Kadowaka Shoten  | 14    | juin 2001 – octobre 2009                 | U.C. 0079                        |
| Developers : Mobile Suit Gundam Before One Year War                       | 機動戦士ガンダムC.D.A若き彗星の肖像                 | Kidō senshi Gandamu Before One Year War                          | Housui Yamazaki                    | Kadowaka Shoten  | 1     | décembre 2001 – octobre 2003             | U.C. 0073                        |
| Mobile Suit Gundam : The Origin                                           | 機動戦士ガンダム：THE ORIGIN                        | Kidō senshi Gandamu : The Origin                                 | Yoshikazu Yasuhiko                 | Kadowaka Shoten  | 22    | 29 mai 2002 – 2010                       | U.C. 0068                        |
| Mobile Suit Crossbone Gundam Skull Heart (en)                             | 機動戦士クロスボーン・ガンダム スカルハート         | Kidō senshi kurosubōn Gandamu sukaru hāto                        | Yuichi Hasegawa                    | Kadokawa Shoten  | 1     | novembre 2002 – octobre 2004             | U.C. 0133                        |
| Advance of Zeta: The Flag of Titans                                       | ADVANCE OF Ζ ティターンズの旗のもとに               | Advance of Z : Titans no Hata no Moto ni                         | Bin Konno et Tatsu Mizuki          | MediaWorks       | 4     | septembre 2002 – janvier 2008            | U.C. 0087                        |
| Mobile Suit Gundam : Lost War Chronicles                                  | 機動戦士ガンダム戦記 Lost War Chronicles            | Kidō senshi Gandamu senki Lost War Chronicles                    | Tomohiro Chiba et Masato Natsumoto | Kadokawa Shoten  | 2     | octobre 2002 – septembre 2003            | U.C. 0079                        |
| Mobile Suit Gundam : École du Ciel                                        | 機動戦士ガンダム エコール·デュ·シエル               | Kidō senshi Gandamu Ekoorude Shieru                              | Haruhiko Mikimoto                  | Kadowaka Shoten  | 12    | 22 novembre 2002 – en cours              | U.C. 0085                        |
| Mobile Suit Gundam: Encounters in Space (ou Space, to the End of a Flash) | 機動戦士ガンダム外伝宇宙、閃光の果てに              | Kidō senshi Gandamu gaiden, uchū, senkō no hate ni               | Tomohiro Chiba et Masato Natsumoto | Kadokawa Shoten  | 3     | février 2004 – janvier 2005              | U.C. 0079                        |
| Mobile Suit Crossbone Gundam Steel Seven (en)                             | 機動戦士クロスボーン・ガンダム 鋼鉄の7人            | Kidō senshi kurosubōn Gandamu koutetsu no nananin                | Yuichi Hasegawa                    | Kadokawa Shoten  | 3     | juillet 2006 – septembre 2007            | U.C. 0136                        |
| Mobile Suit Gundam : The 08th MS Team U.C.0079+α                          | 機動戦士ガンダム 第08MS小隊 U.C.0079+α              | Kidō senshi Gandamu Dai Zerohachi MS Shōtai U.C. 0079+α          | Umanosuke Iida                     | Kadokawa Shoten  | 3     | 26 juillet 2007 – 26 juillet 2008        | U.C. 0079                        |

## Future Century
| Titre                                    | Titre japonais (kanji)          | Titre japonais (romaji)               | Auteur(s)        | Éditeur original | Tomes | Date(s) de sortie (1er – dernier volume) | Date dans la chronologie interne |
| ---------------------------------------- | ------------------------------- | ------------------------------------- | ---------------- | ---------------- | ----- | ---------------------------------------- | -------------------------------- |
| Mobile Fighter G Gundam                  | 機動武闘伝Gガンダム             | Kidō butōden G Gandamu                | Kōichi Tokita    | Kōdansha         | 3     | octobre 1994 – mai 1995                  | F.C. 60                          |
| Mobile Fighter G Gundam : Shouen no hate | 機動武闘伝Ｇガンダム 硝煙の果て | Kidō butōden G Gandamu Shouen no hate | Masafumi Matsūra | Bandai Visual    | 1     | 1996                                     | F.C. 60                          |

## After Colony
| Titre                                  | Titre japonais (kanji)                                  | Titre japonais (romaji)                              | Auteur(s)                 | Éditeur original | Tomes | Date(s) de sortie (1er – dernier volume) | Date dans la chronologie interne |
| -------------------------------------- | ------------------------------------------------------- | ---------------------------------------------------- | ------------------------- | ---------------- | ----- | ---------------------------------------- | -------------------------------- |
| Gundam Wing                            | 新機動戦記ガンダムＷ                                    | Kidō senshi Gandamu Uingu                            | Koichi Tokita             | Kōdansha         | 3     | avril 1995 – avril 1996                  | A.C. 195                         |
| Gundam Wing : Battlefield Of Pacifists | 新機動戦記ガンダムＷ バトルフィールド オブ パシフィスト | Kidō senshi Gandamu Uingu : Battlefield Of Pacifists | Koichi Tokita             | Kōdansha         | 1     | 10 juin 1997                             | A.C. 196                         |
| Gundam Wing G-Unit                     | 新機動戦記ガンダムＷ G-UNIT                             | Kidō senshi Gandamu Uingu G-UNIT                     | Koichi Tokita             | Kōdansha         | 3     | septembre 1997 – avril 1998              | A.C. 195                         |
| Gundam Wing : Endless Waltz            | 新機動戦記ガンダムＷ Endless Waltz                      | Kidō senshi Gandamu Uingu : Endless Waltz            | Koichi Tokita             | Kōdansha         | 1     | mars 1998 – juillet 1998                 | A.C. 196                         |
| Gundam Wing : Blind Target             | 新機動戦記ガンダムＷ ＢＬＩＮＤ ＴＡＲＧＥＴ            | Kidō senshi Gandamu Uingu : Blind Target             | Akemi Omode, Sakura Asagi | Gakken           | 1     | juillet 1998 – janvier 1999              | A.C. 196                         |
| Gundam Wing : Épisode zéro             | 新機動戦記ガンダムＷ ＥＰＩＳＯＤＥ ＺＥＲＯ            | Kidō senshi Gandamu Uingu : Episode zero             | Reku Fuyunagi             | Gakken           | 1     | août 1998 – septembre 1998               | A.C. 196                         |

## After War
| Titre                                    | Titre japonais (kanji)                    | Titre japonais (romaji)                       | Auteur(s)                       | Éditeur original | Tomes | Date(s) de sortie (1er – dernier volume) | Date dans la chronologie interne |
| ---------------------------------------- | ----------------------------------------- | --------------------------------------------- | ------------------------------- | ---------------- | ----- | ---------------------------------------- | -------------------------------- |
| After War Gundam X                       | 機動新世紀ガンダムX                       | Kidō shin seiki Gandamu X                     | Koichi Tokita                   | Kōdansha         | 3     | avril 1996 – mars 1997                   | A.W. 15                          |
| After War Gundam X : Under the Moonlight | 機動新世紀ガンダムX -UNDER the MOONLIGHT- | Kidō shin seiki Gandamu X Under the Moonlight | Yutaka Akatsu et Chitose Oshima | Kadokawa Shoten  | 4     | décembre 2004 – novembre 2006            | A.W. 24                          |

## Correct Century
| Titre         | Titre japonais (kanji) | Titre japonais (romaji) | Auteur(s)                        | Éditeur original | Tomes | Date(s) de sortie (1er – dernier volume) | Date dans la chronologie interne |
| ------------- | ---------------------- | ----------------------- | -------------------------------- | ---------------- | ----- | ---------------------------------------- | -------------------------------- |
| Turn A Gundam | ∀ガンダム              | Tān ē Gandamu           | Yoshiyuki Tomino et Atsushi Soga | Kōdansha         | 4     | 16 décembre 1999 – 23 août 2001          | C.C. 2345                        |

## Cosmic Era
| Titre                                       | Titre japonais (kanji)               | Titre japonais (romaji)                   | Auteur(s)                       | Éditeur original | Tomes | Date(s) de sortie (1er – dernier volume) | Date dans la chronologie interne |
| ------------------------------------------- | ------------------------------------ | ----------------------------------------- | ------------------------------- | ---------------- | ----- | ---------------------------------------- | -------------------------------- |
| Mobile Suit Gundam SEED                     | 機動戦士ガンダムSEED                 | Kidō senshi Gandamu Shīdo                 | Masatsugu Iwase                 | Kōdansha         | 5     | 17 février 2003 – 29 janvier 2004        | C.E. 70                          |
| Mobile Suit Gundam SEED Astray              | 機動戦士ガンダムSEED ASTRAY          | Kidō senshi Gandamu Shīdo Astray          | Tomohiro Chiba et Koichi Tokita | Kadowaka Shoten  | 3     | septembre 2002 – octobre 2003            | C.E. 70                          |
| Mobile Suit Gundam SEED Astray R            | 機動戦士ガンダムSEED ASTRAY R        | Kidō senshi Gandamu Shīdo Astray R        | Tomohiro Chiba et Yasunari Toda | Kadowaka Shoten  | 4     | octobre 2002 – mai 2004                  | C.E. 70                          |
| Mobile Suit Gundam Seed X Astray            | 機動戦士ガンダムSEED X ASTRAY        | Kidō senshi Gandamu Shīdo X Astray        | Tomohiro Chiba et Koichi Tokita | Kadowaka Shoten  | 2     | novembre 2003 – août 2004                | C.E. 70                          |
| Mobile Suit Gundam SEED Destiny Astray      | 機動戦士ガンダムSEED DESTINY ASTRAY  | Kidō senshi Gandamu Shīdo Destiny Astray  | Tomohiro Chiba et Koichi Tokita | Kadowaka Shoten  | 4     | novembre 2004 – avril 2006               | C.E. 72                          |
| Mobile Suit Gundam SEED Destiny             | 機動戦士ガンダムSEED DESTINY         | Kidō senshi Gandamu Shīdo Destiny         | Masatsugu Iwase                 | Kōdansha         | 4     | février 2005 – octobre 2005              | C.E. 72                          |
| Mobile Suit Gundam Seed C.E.73 Delta Astray | 機動戦士ガンダムSEED C.E.73 Δ ASTRAY | Kidō senshi Gandamu Shīdo C.E.73 Δ Astray | Tomohiro Chiba et Koichi Tokita | Kadokawa Shoten  | 2     | juin 2006 – mars 2007                    | C.E. 73                          |
| Mobile Suit Gundam Seed Frame Astrays       | 機動戦士ガンダムSEED FRAME ASTRAYS   | Kidō senshi Gandamu Shīdo Frame Astrays   | Tomohiro Chiba et Koichi Tokita | Kadokawa Shoten  | 2     | novembre 2007 – novembre 2008            | C.E. 73                          |
| Mobile Suit Gundam Seed VS Astray           | 機動戦士ガンダムSEED VS ASTRAY       | Kidō senshi Gandamu Shīdo VS Astray       | Hasatoru Hiroshi                | MediaWorks       |       | octobre 2009 – en cours                  | C.E. 74                          |

## Anno Domini
| Titre                  | Titre japonais (kanji) | Titre japonais (romaji) | Auteur(s)                       | Éditeur original | Tomes | Date(s) de sortie (1er – dernier volume) | Date dans la chronologie interne |
| ---------------------- | ---------------------- | ----------------------- | ------------------------------- | ---------------- | ----- | ---------------------------------------- | -------------------------------- |
| Mobile Suit Gundam 00F | 機動戦士ガンダム00F    | Kidō senshi Gandamu 00F | Tomohiro Chiba et Koichi Tokita | Kadokawa Shoten  | 1     | novembre 2007                            | A.D. 2307                        |
| Mobile Suit Gundam 00  | 機動戦士ガンダム00     | Kidō senshi Gandamu 00  | Kōzō Ōmori                      | Kadokawa Shoten  | 3     | 26 mars 2008 – 26 novembre 2008          | A.D. 2307                        |

### Sources et références
1. ↑  Vincent Julé, « Please Teacher ! », Animeland, Anime Manga Presse, no 131,‎ mai 2007, p. 66 (ISSN 1148-0807)
2. ↑  (en) « Mobile Suit Gundam (manga) », Anime News Network (consulté le 1er octobre 2010)
3. ↑  (it) « Gundam – Record of MS Wars », universalcentury.it (consulté le 1er octobre 2010)
4. 1 2  (it) « Z Gundam », universalcentury.it (consulté le 1er octobre 2010)
5. ↑  (en) « Mobile Suit Gundam ZZ (manga) », Anime News Network (consulté le 1er octobre 2010)
6. ↑  (it) « Side Story of Z Gundam », universalcentury.it (consulté le 1er octobre 2010)
7. ↑  (it) « Gundam – Record of MS Wars II », universalcentury.it (consulté le 1er octobre 2010)
8. ↑  (it) « Gundam – The Revival of Zion », universalcentury.it (consulté le 1er octobre 2010)
9. ↑  (en) « Outer Gundam (manga) », Anime News Network (consulté le 1er octobre 2010)
10. ↑  « Mobile Suit Vor!! (manga) », Anime News Network (consulté le 1er octobre 2010)
11. ↑  (en) « Mobile Suit Gundam 0080 (manga) », Anime News Network (consulté le 1er octobre 2010)
12. ↑  (en) « Double Fake: Under the Gundam (manga) », Anime News Network (consulté le 1er octobre 2010)
13. ↑  (en) « Mobile Suit Gundam: Almarya (manga) », Anime News Network (consulté le 1er octobre 2010)
14. ↑  « Mobile Suit Gundam Side Story: Hidden Shadow G (manga) », Anime News Network (consulté le 1er octobre 2010)
15. ↑  (it) « Gundam – MS Generation », universalcentury.it (consulté le 1er octobre 2010)
16. ↑  (en) « Operation Buran U.C.0079 (manga) », Anime News Network (consulté le 1er octobre 2010)
17. ↑  (en) « Gundam vs. Ideon: Counterattack of Gigantis (manga) », Anime News Network (consulté le 1er octobre 2010)
18. ↑  (it) « Gundam F90 », universalcentury.it (consulté le 1er octobre 2010)
19. ↑  (en) « Mobile Suit Gundam F91 (manga) », Anime News Network (consulté le 1er octobre 2010)
20. ↑  (it) « Gundam Silhouette F91 », universalcentury.it (consulté le 1er octobre 2010)
21. ↑  (en) Anime News Network, « Mobile Suit Victory Gundam Side Story (manga) » (consulté le 29 juillet 2010)
22. ↑  (it) « Gundam 0079 », universalcentury.it (consulté le 1er octobre 2010)
23. ↑  (en) Anime News Network, « Mobile Suit Gundam Moon Crisis in U.C.0099 (manga) » (consulté le 29 juillet 2010)
24. ↑  (it) « Gundam 0083 : Stardust Memory », universalcentury.it (consulté le 1er octobre 2010)
25. ↑  (en) « Mobile Suit Crossbone Gundam (manga) », Anime News Network (consulté le 1er octobre 2010)
26. ↑  (en) « Mobile Suit Gundam Reon (manga) », Anime News Network (consulté le 1er octobre 2010)
27. 1 2  Asuka, Guide phénix du manga, Asuka, 2006 (ISBN 978-2-84965-186-5), p. 524
28. ↑  (en) Anime News Network, « Mobile Suit Gundam 0083: Heroes of Stardust (manga) » (consulté le 1er octobre 2010)
29. ↑  « Char's Deleted Affair - Portrait de la Jeune Comète », Gundam-France (consulté le 1er octobre 2010)
30. ↑  (en) Anime News Network, « Developers - Mobile Suit Gundam Before One Year War (manga) » (consulté le 1er octobre 2010)
31. ↑  (en) « Mobile Suit Crossbone Gundam: Skull Heart (manga) », Anime News Network (consulté le 1er octobre 2010)
32. ↑  « Mobile Suit Gundam: Lost War Chronicles (manga) », Anime News Network (consulté le 1er octobre 2010)
33. ↑  « Advance of Zeta: The Flag of Titans (manga) », Anime News Network (consulté le 1er octobre 2010)
34. ↑  « Mobile Suit Gundam Side Story: Space, To the End of A Flash... (manga) », Anime News Network (consulté le 1er octobre 2010)
35. ↑  (en) « Mobile Suit Crossbone Gundam: Steel Seven (manga) », Anime News Network (consulté le 1er octobre 2010)
36. ↑  « Mobile Suit Gundam: The 08th MS Team U.C.0079+α (manga) », Anime News Network (consulté le 1er octobre 2010)
37. ↑  « Mobile Fighter G Gundam (manga) », Anime News Network (consulté le 1er octobre 2010)
38. ↑  « Mobile Fighter G Gundam:Edge of Gunsmoke (manga) », Anime News Network (consulté le 1er octobre 2010)
39. 1 2 3  Asuka   2006, p. 525
40. ↑  Asuka   2006, p. 527
41. 1 2 3  Asuka   2006, p. 526
42. ↑  « After War Gundam X (manga) », Anime News Network (consulté le 13 octobre 2010)
43. ↑  « After War Gundam X (manga) : Under the Moonlight », Anime News Network (consulté le 13 octobre 2010)
44. ↑  « Turn A Gundam (manga) », Anime News Network (consulté le 13 octobre 2010)
45. ↑  « Gundam SEED Astray », Gundam-France (consulté le 1er octobre 2010)
46. ↑  « Mobile Suit Gundam Seed Astray R (manga) », Anime News Network (consulté le 13 octobre 2010)
47. ↑  « Mobile Suit Gundam Seed X Astray (manga) », Anime News Network (consulté le 13 octobre 2010)
48. ↑  « Mobile Suit Gundam Seed Destiny Astray (manga) », Anime News Network (consulté le 1er octobre 2010)
49. ↑  « Mobile Suit Gundam Seed Destiny (manga) », Anime News Network (consulté le 1er octobre 2010)
50. ↑  « Mobile Suit Gundam Seed C.E.73 Delta Astray (manga) », Anime News Network (consulté le 1er octobre 2010)
51. ↑  « Mobile Suit Gundam Seed Frame Astray (manga) », Anime News Network (consulté le 1er octobre 2010)
52. ↑  « Mobile Suit Gundam SEED VS Astray », Gundam wikia (consulté le 1er octobre 2010)
53. ↑  « Mobile Suit Gundam 00F (manga) », Anime News Network (consulté le 1er octobre 2010)
54. ↑  « Mobile Suit Gundam 00 (manga) », Anime News Network (consulté le 1er octobre 2010)